# Korona Kożuchów

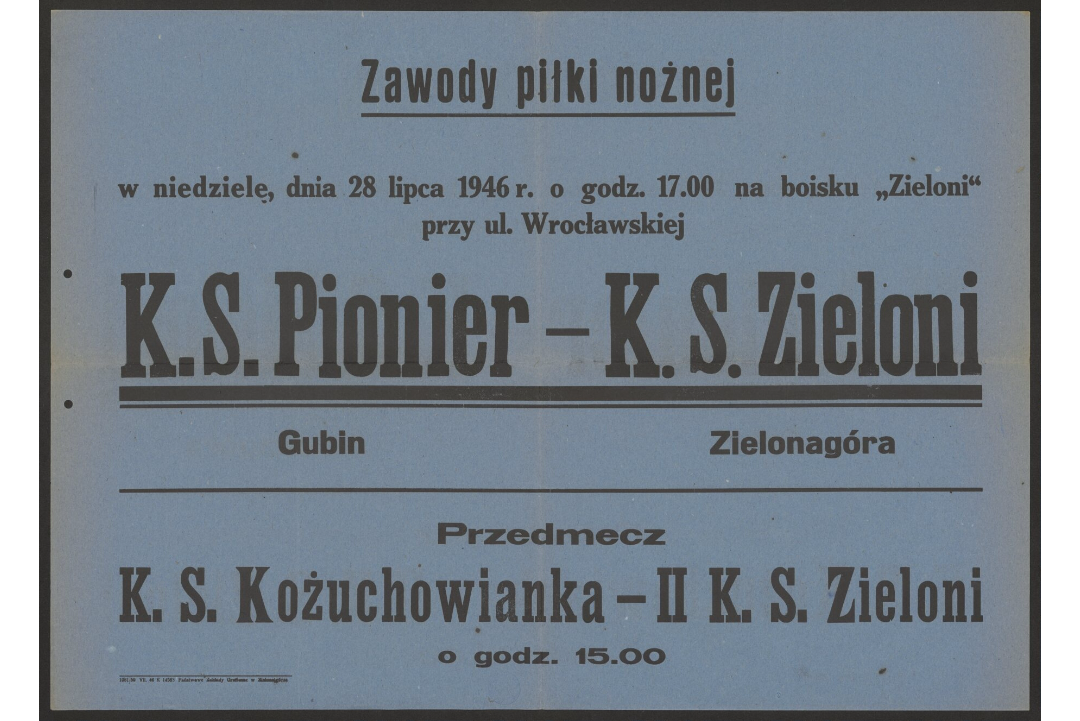
Plakat meczu anonsujący mecz K.S. Kożuchowianka - II K.S. Zieloni Zielona Góra w dniu 28 lipca 1946 r.

Korona Kożuchów – polski klub piłkarski, który swoją siedzibę ma w Kożuchowie i został założony w 1946 roku.

## Historia klubu
Klub został założony w 1946 roku pod nazwą Klub Sportowy „Stal” Kożuchów. W 1955 roku Stal dokonała fuzji ze Spartą Kożuchów i w ten sposób powstała „Kożuchowianka” Kożuchów. 3 maja 1963 roku w wyniku fuzji Kożuchowianki i Burzy powstał Miejski Zjednoczony Klub Sportowy „Corona” Kożuchów, który w 1964 został objęty opieką Zakładów Budowy Nadwozi Samochodowych w Kożuchowie. W 1970 roku w wyniku połączenia Zakładów Budowy Nadwozi Samochodowych i Zakładów Sprzętu Motoryzacyjnego powstał Zakład Sprzęgieł Samochodowych w Kożuchowie (oddział FSO), który sponsorował kożuchowską drużynę. W marcu 1973 roku zmieniono nazwę na Zakładowy Klub Sportowy „Polmo” Kożuchów (nazwa od Zjednoczenia Przemysłu Motoryzacyjnego „Polmo”, w którego skład wchodziła FSO), a klub w tym czasie posiadał sekcję piłki nożnej, ręcznej, siatkowej oraz sekcję żeglarską. W sezonie 1975/1976 zespół występował w zielonogórskiej Lidze Wojewódzkiej, która była III poziomem rozgrywek, klub zajął 9. miejsce i pozostało to najlepszym sukcesem ligowym drużyny. W 1994 roku Zakłady Sprzęgieł wycofały się ze sponsorowania klubu i zmieniono nazwę zespołu na Miejsko Zakładowy Klub Sportowy „Polmo” Kożuchów. W lutym 2003 roku nastąpiła zmiana nazwy na Miejski Klub Sportowy „Polmo” Kożuchów, a w styczniu 2009 roku na Miejski Klub Sportowy „Korona” Kożuchów. W październiku 2018 roku ruszyła przebudowa Stadionu Miejskiego w Kożuchowie na którym swoje mecze rozgrywa zespół. W sezonie 2019/2020 drużyna występuje w IV lidze lubuskiej. 

### Historyczne nazwy
- 1946 – Klub Sportowy „Stal” Kożuchów
- 1955 – „Kożuchowianka” Kożuchów (fuzja Stali i Sparty)
- 1963 – Miejski Klub Sportowy „Corona” Kożuchów (fuzja Kożuchowianki i Burzy)
- 03.1973 – Zakładowy Klub Sportowy „Polmo” Kożuchów
- 07.1994 – Miejsko-Zakładowy Klub Sportowy „Polmo” Kożuchów
- 02.2003 – Miejski Klub Sportowy „Polmo” Kożuchów
- 01.2009 – Miejski Klub Sportowy „Korona” Kożuchów[1]

## Sukcesy
- 9. miejsce w zielonogórskiej Lidze Wojewódzkiej (III poziom): 1975/1976[3]

## Stadion
Korona mecze rozgrywa na Stadionie Miejskim przy ul. Zielonogórskiej 24 w Kożuchowie. Dane techniczne obiektu:
- pojemność: 1000 (700 siedzących z czego 400 pod zadaszeniem)
- oświetlenie: 4 maszty
- wymiary boiska: 97 m x 76 m